# Hypnum incurvatum
Hypnum incurvatum là một loài Rêu trong họ Hypnaceae. Loài này được Schrad. ex Brid. mô tả khoa học đầu tiên năm 1801.